# Diasemopsis disconcerta
Diasemopsis disconcerta är en tvåvingeart som beskrevs av Charles Howard Curran 1931. Diasemopsis disconcerta ingår i släktet Diasemopsis och familjen Diopsidae. Inga underarter finns listade i Catalogue of Life.